# Cmentarz Komunalny w Gorzowie Wielkopolskim
Cmentarz Komunalny w Gorzowie Wielkopolskim – cmentarz znajdujący się w Gorzowie Wielkopolskim przy ulicy Żwirowej. Został założony w 1962 roku. Pierwszy pogrzeb odbył się tam 26 września tego samego roku. Powierzchnia cmentarza wynosi 24 hektary. Na cmentarzu jest 30 tysięcy mogił. Co roku jest około 500 pogrzebów. Alejki dzielą się na A i B. Dom pogrzebowy powstał w 1974 roku.